# Attarp, Hässleholms kommun
Attarp är en småort i Ignaberga socken i Hässleholms kommun i Skåne län.

## Befolkningsutveckling
| Befolkningsutvecklingen i Attarp 1990–2015             | Befolkningsutvecklingen i Attarp 1990–2015 | Befolkningsutvecklingen i Attarp 1990–2015 | Befolkningsutvecklingen i Attarp 1990–2015 | Befolkningsutvecklingen i Attarp 1990–2015 |
| ------------------------------------------------------ | ------------------------------------------ | ------------------------------------------ | ------------------------------------------ | ------------------------------------------ |
|                                                        |                                            |                                            |                                            |                                            |
| År                                                     |                                            |                                            | Folkmängd                                  | Areal (ha)                                 |
| 1990                                                   | 1990                                       |                                            | 99                                         | 22#                                        |
| 1995                                                   | 1995                                       |                                            | 60                                         | 10#                                        |
| 2000                                                   | 2000                                       |                                            | 57                                         | 10#                                        |
| 2005                                                   | 2005                                       |                                            | 52                                         | 10#                                        |
| 2010                                                   | 2010                                       |                                            | 53                                         | 10#                                        |
| 2015                                                   | 2015                                       |                                            | 60                                         | 18#                                        |
| Anm.: Benämnd Attarp och Troedstorp 1990 # Som småort. |                                            |                                            |                                            |                                            |